# Olandia (skansen)

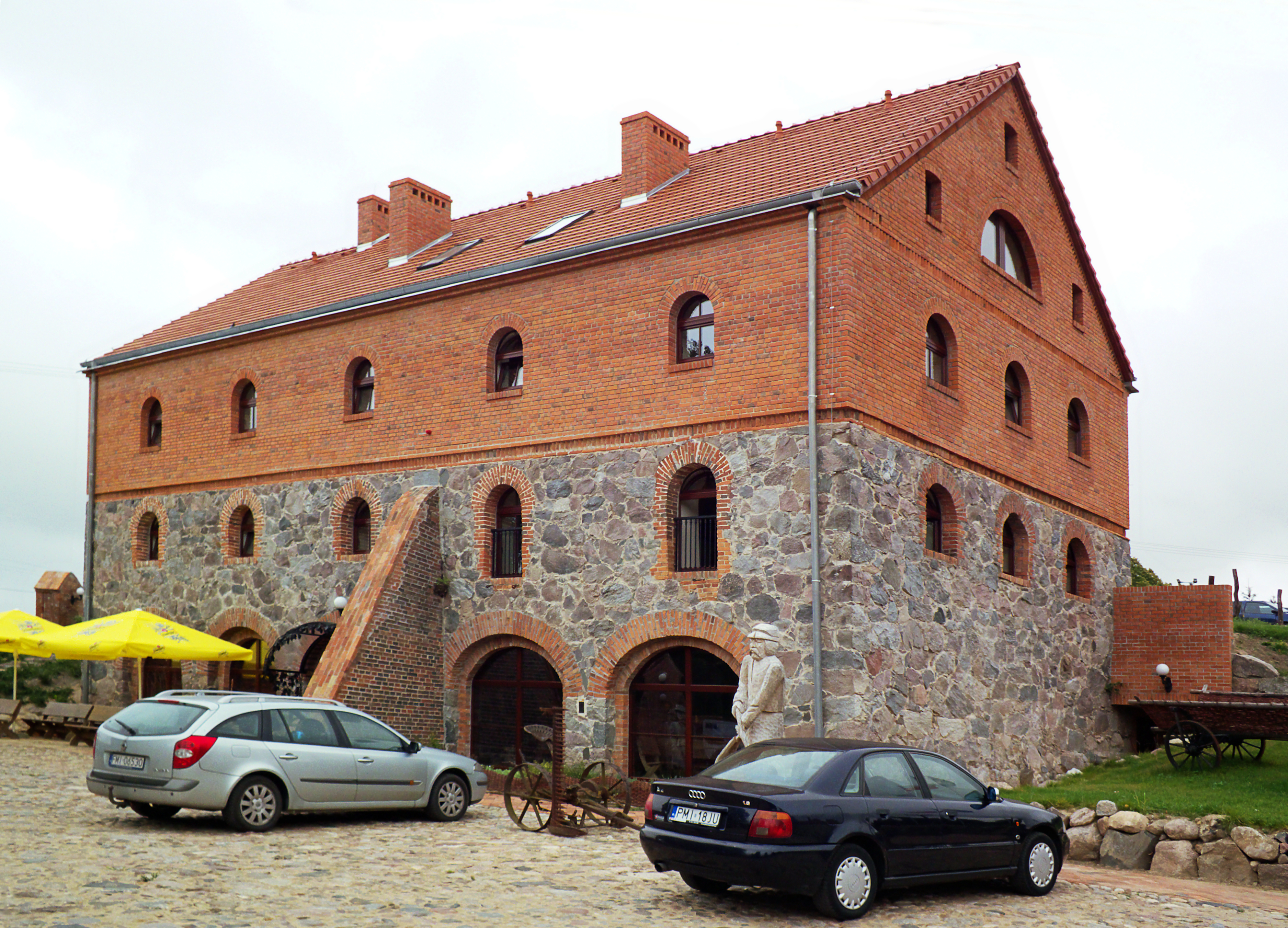
Spichlerz

Skansen Olenderski Olandia – zabytkowy zespół dworsko-parkowy usytuowany w założonej w 1386 roku przez rodzinę Prusimskich wsi Prusim leżącej na terenie Sierakowskiego Parku Krajobrazowego i Pojezierza Międzychodzko-Sierakowskiego, w otulinie Puszczy Noteckiej, w województwie wielkopolskim.

## Historia
W 1788 majątek rodziny Szczanieckich (spadkobierców Prusimskich) nabył za 185 złotych Andrzej Odrowąż Wilkoński. W roku 1790 za kwotę 205 tys. złotych wraz z folwarkiem Zielona Chojna przeszedł w ręce polskiego generała pochodzenia szkockiego, Roberta Taylora. Od 1840 roku Prusim wraz z majątkiem stał się własnością niemieckiej rodziny von Reiche – tej samej, która zarządzała w tym czasie majątkiem w miejscowości Rozbitek, położonej 5 km od Prusimia. Folwark w Prusimiu był rezydencją letnią rodziny.
Rodzina ta zarządzała majątkiem do końca II wojny światowej, po której obiekt został znacjonalizowany. Od 2004 roku obiekt jest w rękach prywatnych, a w 2012 roku zostały zakończone prace rewitalizacyjne prowadzone pod nadzorem Wielkopolskiego Wojewódzkiego Konserwatora Zabytków.
Rewitalizacja objęła cały 6-hektarowy obszar folwarku, który odbudowano i przystosowano do funkcji hotelowej, gastronomicznej, konferencyjnej oraz rekreacyjnej. Do majątku przylega 32-hektarowe Jezioro Kuchenne, którego nazwa pochodzi od kuchni usytuowanej we Dworze od strony jeziora.
- Dwór (obecnie hotel) – pochodzi z około 1730 roku, wybudowany na skłonie zachodnim przez rodzinę Prusimskich. W II poł. XIX wieku został przebudowany i powiększony przez rodzinę von Reiche. Posiada elementy klasycystyczne. Ściany zewnętrzne po przebudowie i powiększeniu zostały wymurowane z cegły ceramicznej z podmurówką kamienną, natomiast wewnątrz pozostały pierwotne ściany szachulcowe. Dach dworu posiada mansardę. Od strony parku i jeziora znajduje się mały portyk dostawiony do muru podtrzymującego taras, z którego schodzą lustrzane schody. W piwnicy są sklepienia kolebkowe. Nad wejściem głównym znajduje się herb rodziny Von Reiche.
- Spichlerz (obecnie hotel winiarnia i spa[3]) – wybudowany przez rodzinę von Reiche 1844 roku. Posiada cztery kondygnacje wykonane z kamienia i pozostałe dwie z cegły. Na przyporze dobudowanej do ściany frontowej rośnie zanokcica murowa (paproć będą pod ochroną konserwatora przyrody).
- Stary Młyn (obecnie kotłownia z pomieszczeniami technicznymi) – wybudowany na zboczu przez rodzinę von Reiche w 1847 roku. Posiada dwie kondygnacje, z czego pierwsza wybudowana jest z kamienia, a druga z cegły.
- Kamiennik (obecnie hotel) – wybudowany przez rodzinę von Reiche w 1877 roku w całości z kamienia.
- Stodoła Fryzyjska (obecnie zaplecze weselne i konferencyjne) – wybudowany w końcu XIX wieku przez rodzinę von Reiche z cegły. Dach pokryty jest zielenią ekstensywną: mchami i rozchodnikami.
- Wodnik (obecnie zaplecze techniczne) – wybudowany w końcu XIX wieku przez rodzinę von Reiche z cegły.
- Ogrodzenie – mur ceglany ze słupkami rozmieszczonymi co 5 metrów – zachowane są fragmenty od strony północnej. Od strony północno-wschodniej, wzdłuż drogi zachował się również mur kamienny.
- dwuhektarowy zabytkowy park – z częściowo zachowanym drzewostanem liściastym.

## Obecnie
Pomysł utworzenia skansenu właśnie w tym miejscu związany jest z obecnością 21 osad na prawie olęderskim na terenie powiatu międzychodzkiego. Folwark po rewitalizacji odzwierciedla kształt z 2. połowy XIX wieku. Olandia to żywy skansen, który ma za zadanie ukazać wpływ osadnictwa olęderskiego na polską gospodarkę. Otwarcie zespołu odbyło się 30 lipca 2010 roku.

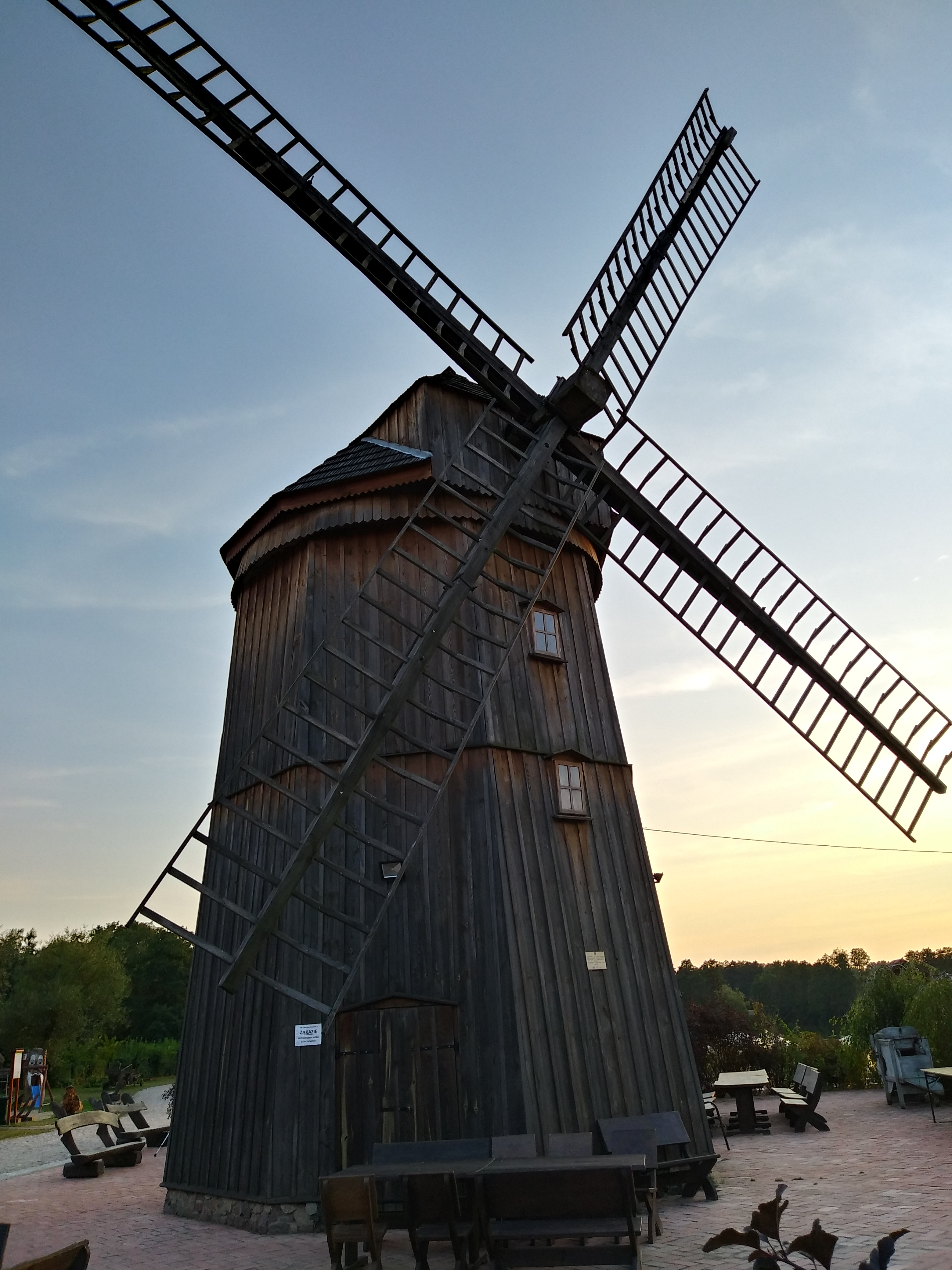
Wiatrak typu Holender

Udostępnione przedmioty, budynki i budowle:
- sprzęty rozlokowane na terenie całego folwarku, którymi posługiwali się osadnicy,
- Skansen Miniatur usytuowany na wzgórzu naprzeciw Dworu, w którym zaprezentowane jest budownictwo olęderskie,
- 160-letni zabytkowy wiatrak typu „holender” przeniesiony z Niegocina pod Mławą w 2012 roku i odbudowany z zachowaniem oryginalnych elementów,
- piec chlebowy oraz wędzarnia,
- minizoo z tradycyjnymi rasami, m.in. konikiem polskim oraz owcą św. Jakuba,
- boisko wielofunkcyjne, plaża, plac zabaw.

Skansen prowadzi także warsztaty pieczenia chleba, lepienia z gliny, wikliniarstwa. Na terenie skansenu znajduje się hotel i restauracja.